# T-12 Cloudmaker
T-12 «Cloudmaker» (англ. «Создающий облака») — самая тяжёлая в истории противобункерная авиабомба и одна из самых тяжёлых авиационных бомб в мире вообще. Была разработана ВВС США в конце 1940-х для поражения заглублённых бункеров и подземных сооружений. Завершала линию развития «сейсмических бомб». Из-за огромных габаритов могла применяться только стратегическими бомбардировщиками Convair B-36, и после их списания в 1959 также была снята с вооружения.

## История
В конце Второй Мировой войны союзниками был разработан ряд видов специфически противобункерного оружия, включая сверхтяжёлые авиационные сейсмические бомбы — «Tallboy» калибром 5,5 тонн, и 10-тонные «Grand Slam». Эти бомбы рассчитывались на то, чтобы, падая с большой высоты, разгоняться до сверхзвуковой скорости и заглубляться в грунт на 10—30 метров, детонируя под землёй. При этом в грунте создавались мощные волны сжатия (эффект искусственного землетрясения), которые могли разрушить любые сооружения.
Практика применения продемонстрировала, однако, что поражающая способность сверхтяжёлых бомб против железобетонных подземных сооружений недостаточна, и успешное применение существующих систем требует значительного числа попаданий. Особенно это проявилось при бомбардировках бункеров баз подводных лодок, защищённых железобетонными крышами от 3 до 8 метров толщиной. Послевоенные испытания, проведённые на немецких бункерах в Гельголанде и в Бремене, продемонстрировали, что даже 10-тонные бомбы не в состоянии эффективно пробить толстую железобетонную крышу и разорваться внутри сооружения (что требовалось для гарантированного выведения из строя).
В попытке решить эту проблему американцы решили пойти по экстенсивному пути. В годы войны англичанами были созданы 5- и 10-тонные бомбы, американцы же хотели создать бомбу, вдвое более тяжёлую, чем «Grand Slam».

## Конструкция
Бомба T-12 была разработана исходя из транспортировочных возможностей единственного самолёта, способного её нести — гигантского шестимоторного стратегического бомбардировщика Convair B-36. Изначально бомба должна была иметь вес не более 19000 кг, но в конечном результате вес её превысил 20 тонн за счёт усиления прочности корпуса авиабомбы.
Конструкция авиабомбы принципиально не отличалась от «Grand Slam»; по сути дела T-12 была её вдвое увеличенной копией.
Первый сброс бомбы был проведён в 1948 году с борта специально переоборудованного B-29. Многие конструкторы опасались, что внезапное высвобождение 20-тонной бомбы может привести к потере самолётом управляемости или даже к разрушению конструкции, подвергнутой перегрузке, но эти опасения не оправдались. В дальнейшем бомбы использовались с борта B-36. 29 января 1949 года B-36 впервые поднялся в воздух одновременно с двумя сверхтяжёлыми бомбами (с учётом особой конструкции бомбодержателей, общая масса боевой нагрузки превысила 43 тонны).

## Применение
Бомбы T-12 находились в арсеналах США с 1949 по 1958 год. Никакого боевого применения не получили: в период войны в Корее бомбардировщиков B-36 было ещё мало, и они все были задействованы в задаче ядерного сдерживания.
К середине 1950-х общая ориентация военной отрасли США на тотальную ядерную войну привела к снижению интереса к сверхтяжёлым конвенционным авиабомбам. Появление гораздо более компактных ядерных противобункерных бомб Mark-8 и Mark-12, весивших в 15 раз меньше, сделало сверхтяжёлые Т-12 устаревшими. Кроме того, единственным самолётом, способным носить Т-12, был уже сам по себе устаревший поршневой (в последних модификациях — поршнево-реактивный) B-36. Реактивные бомбардировщики Boeing B-47 Stratojet и Boeing B-52 Stratofortress обладали недостаточно крупными бомболюками и внутренними отсеками, и не могли использовать сверхтяжёлые авиабомбы.
В 1959 году, со списанием последних B-36, Т-12 также была снята с вооружения.